# دنیای سینمایی احضار
دنیای سینمایی احضار (به انگلیسی: The Conjuring Universe) دنیایی سینمایی می‌باشد که به وسیلهٔ شرکت نیو لاین سینما، پیتر سفرن و اتمیک مانستر پروداکشنز به‌وجود آمده‌است. این دنیای سینمایی همچنین یک دنیای خیالی، فرنچایز چندرسانه‌ای و دنیای مشترک است. خالق این دنیای سینمایی، جیمز وان است. بیشتر داستان‌های فیلم‌های ساخته شده در این دنیا دربارهٔ تحقیقات زوج اد و لورن وارن است. همه فیلم‌های این مجموعه در زیرگونه ماورایی یا روح‌محور در ژانر وحشت قرار می‌گیرند که دربارهٔ انواع موضوعات کلاسیک این زیرگونه، مثل جن‌گیری، نفرین‌ها، جادوی سیاه، طلسم و… است. موفقیت فیلم اول یعنی احضار که سینمایی‌ترین و مورد استقبال‌ترین فیلم این سری بود؛ راه را برای ساخت فیلم‌های بیشتر و ادامه دادن این سری باز کرد.

## فیلم‌ها
| ۱۹۵۲      | راهبه                      |
| ۱۹۵۳–۱۹۵۴ |                            |
| ۱۹۵۵      | آنابل: آفرینش              |
| ۱۹۵۶      | راهبه ۲                    |
| ۱۹۵۷–۱۹۶۶ |                            |
| ۱۹۶۷      | آنابل                      |
| ۱۹۶۸–۱۹۷۰ |                            |
| ۱۹۷۱      | احضار                      |
| ۱۹۷۲      | آنابل به خانه می‌آید        |
| ۱۹۷۳      | نفرین لیورونا              |
| ۱۹۷۴–۱۹۷۶ |                            |
| ۱۹۷۷      | احضار ۲                    |
| ۱۹۷۸–۱۹۸۰ |                            |
| ۱۹۸۱      | احضار: شیطان مرا وادار کرد |

### منتشر شده
| فیلم                       | تاریخ انتشار   | کارگردان         | فیلمنامه‌نویس‌ها                                             | نویسنده داستان                       | تهیه‌کنندگان                         |
| -------------------------- | -------------- | ---------------- | ---------------------------------------------------------- | ------------------------------------ | ----------------------------------- |
| احضار                      | ۱۹ ژوئیه ۲۰۱۳  | جیمز وان         | چاد هیز کری دبلیو. هیز                                     | چاد هیز کری دبلیو. هیز               | تونی دروسا گراند پیتر سفرن راب کوان |
| آنابل                      | ۳ اکتبر ۲۰۱۴   | جان آر. لئونتی   | گری دابرمن                                                 | گری دابرمن                           | پیتر سفرن جیمز وان                  |
| احضار ۲                    | ۱۰ ژوئن ۲۰۱۶   | جیمز وان         | چاد هیز کری دبلیو هیز جیمز وان دیوید لزلی جانسون-مک گلدریک | چاد هیز کری دبلیو هیز جیمز وان       | جیمز وان پیتر سفرن راب کوان         |
| آنابل: آفرینش              | ۱۱ اوت ۲۰۱۷    | دیوید اف. سندبرگ | گری دابرمن                                                 | گری دابرمن                           | پیتر سفرن جیمز وان                  |
| راهبه                      | ۷ سپتامبر ۲۰۱۸ | کورین هاردی      | گری دابرمن                                                 | گری دابرمن جیمز وان                  | پیتر سفرن جیمز وان                  |
| نفرین لیورونا              | ۱۹ آوریل ۲۰۱۹  | مایکل چاوز       | میکی دوگتری توبیاس یاکونیس                                 | میکی دوگتری توبیاس یاکونیس           | جیمز وان گری دابرمن امیلی گلادستون  |
| آنابل به خانه می‌آید        | ۲۶ ژوئن ۲۰۱۹   | گری دابرمن       | گری دابرمن                                                 | گری دابرمن و جیمز وان                | پیتر سفرن جیمز وان                  |
| احضار: شیطان مرا وادار کرد | ۴ ژوئن ۲۰۲۱    | مایکل چاوز       | دیوید لزلی جانسون-مک گلدریک                                | دیوید لزلی جانسون-مک گلدریک جیمز وان | پیتر سفرن جیمز وان                  |
| راهبه ۲                    | ۸ سپتامبر ۲۰۲۳ | مایکل چاوز       | آکلا کوپر ریچارد ناینگ ایان گلدبرگ                         | آکلا کوپر                            | پیتر سفرن و جیمز وان                |

### آینده
| فیلم              | فیلم              | تاریخ انتشار   | کارگردان   | فیلمنامه‌نویس              | نویسنده                   | تهیه‌کنندگان           | وضعیت       |
| ----------------- | ----------------- | -------------- | ---------- | ------------------------- | ------------------------- | --------------------- | ----------- |
| احضار آخرین مراسم | احضار آخرین مراسم | ۵ سپتامبر ۲۰۲۵ | مایکل چاوز | دیوید لسلی جانسن-مک‌گلدریک | دیوید لسلی جانسن-مک‌گلدریک | جیمز وان و پیتر سفران | در حال ساخت |

سریال ها
طبق گفته های جیمز وان یک سریال تلویزیونی برای دنیای سینمایی احضار ساخته می شود اما هنوز تاریخ انتشار،کارگردان،نویسنده،داستان و... تایید نشده است

## بازخورد

### فروش و عملکرد در گیشه
تمامی ۹ فیلم سری احضار، از جمله فیلم راهبه، احضار، فیلم‌های آنابل و نفرین لیورونا بین سال‌های ۱۹۵۲ و ۱۹۸۱ روی می‌دهند که راهبه در مرحله اول اتفاق می‌افتد و بعد آنابل:آفرینش، آنابل، احضار، آنابل به خانه می‌آید، نفرین لیورونا، احضار ۲ و احضار: شیطان مرا وادار کرد.
| فیلم                       | تاریخ انتشار   | فروش گیشه     | فروش گیشه     | فروش گیشه     | رتبه در گیشه  | رتبه در گیشه | بودجه             | منبع         |
| فیلم                       | تاریخ انتشار   | آمریکای شمالی | سایر مناطق    | جهانی         | آمریکای شمالی | جهانی        | بودجه             | منبع         |
| -------------------------- | -------------- | ------------- | ------------- | ------------- | ------------- | ------------ | ----------------- | ------------ |
| احضار                      | ۱۹ ژوئیه ۲۰۱۳  | ۱۳۷٬۴۴۶٬۳۶۸   | ۱۸۲٬۹۵۹٬۸۷۴   | ۳۲۰٬۴۰۶٬۲۴۲   | #۴۳۰          | #۴۳۶         | ۲۰ میلیون دلار    | [ ۴ ] [ ۵ ]  |
| آنابل                      | ۳ اکتبر ۲۰۱۴   | ۸۴٬۲۸۴٬۲۵۲    | ۱۷۳٬۳۰۵٬۴۶۹   | ۲۵۷٬۵۸۹٬۷۲۱   | #۹۰۲          | #۷۵۱         | ۶٫۵ میلیون دلار   | [ ۴ ] [ ۶ ]  |
| احضار ۲                    | ۱۰ ژوئن ۲۰۱۶   | ۱۰۲٬۵۱۶٬۱۴۰   | ۲۲۰٬۲۹۵٬۴۰۱   | ۳۲۲٬۸۱۱٬۵۴۱   | #۶۹۷          | #۴۳۳         | ۴۰ میلیون دلار    | [ ۴ ] [ ۷ ]  |
| آنابل: آفرینش              | ۱۱ اوت ۲۰۱۷    | ۱۰۲٬۰۹۲٬۲۰۱   | ۲۰۴٬۵۰۰٬۰۰۰   | ۳۰۶٬۵۹۲٬۲۰۱   | #۷۰۳          | #۴۶۱         | ۱۵ میلیون دلار    | [ ۴ ] [ ۸ ]  |
| راهبه                      | ۷ سپتامبر ۲۰۱۸ | ۱۱۷٬۴۸۱٬۲۲۲   | ۲۴۸٬۶۰۱٬۵۷۵   | ۳۶۶٬۰۸۲٬۷۹۷   | #۵۶۸          | #۳۴۴         | ۲۲ میلیون دلار    | [ ۴ ] [ ۹ ]  |
| نفرین لیورونا              | ۱۹ آوریل ۲۰۱۹  | ۵۴٬۷۳۳٬۷۳۹    | ۶۸٬۴۰۰٬۰۰۰    | ۱۲۳٬۱۳۳٬۷۳۹   | #۱٬۵۴۶        | #۱٬۳۲۲       | ۹ میلیون دلار     | [ ۴ ] [ ۱۰ ] |
| آنابل به خانه می‌آید        | ۲۶ ژوئن ۲۰۱۹   | ۷۴٬۱۵۲٬۵۹۱    | ۱۵۷٬۱۰۰٬۰۰۰   | ۲۳۱٬۲۵۲٬۵۹۱   | #۱٬۰۷۹        | #۶۶۷         | ۲۷ میلیون دلار    | [ ۴ ] [ ۱۱ ] |
| احضار: شیطان مرا وادار کرد | ۴ ژوئن ۲۰۲۱    | ۶۵٬۶۳۱٬۰۵۰    | ۱۴۰٬۸۰۰٬۰۰۰   | ۲۰۶٬۴۳۱٬۰۵۰   | #۱٬۲۸۰        | #۸۴۱         | ۳۹ میلیون دلار    | [ ۴ ] [ ۱۲ ] |
| راهبه ۲                    | ۸ سپتامبر ۲۰۲۳ | ۸۱٬۰۵۹٬۸۰۲    | ۱۶۷٬۶۰۰٬۰۰۰   | ۲۴۸٬۶۵۹٬۸۰۲   | #۱٬۱۰۶        | #۷۴۱         | ۳۸ میلیون دلار    | [ ۴ ] [ ۱۳ ] |
| مجموع                      | مجموع          | ۸۱۹,۳۹۷,۳۶۵   | ۱,۵۶۳,۵۶۲,۳۱۹ | ۲,۳۸۲,۹۵۹,۶۸۴ |               |              | ۲۱۶٫۵ میلیون دلار |              |

### پاسخ انتقادی و عمومی
| فیلم                       | راتن تومیتوز  | متاکریتیک   | سینماسکور |
| -------------------------- | ------------- | ----------- | --------- |
| احضار                      | ۸۶٪ (۲۲۳ نقد) | ۶۸ (۳۵ نقد) | A−        |
| آنابل                      | ۲۹٪ (۱۳۵ نقد) | ۳۷ (۲۷ نقد) | B         |
| احضار ۲                    | ۸۰٪ (۲۵۵ نقد) | ۶۵ (۳۸ نقد) | A−        |
| آنابل: آفرینش              | ۷۱٪ (۱۹۲ نقد) | ۶۲ (۲۹ نقد) | B         |
| راهبه                      | ۲۴٪ (۲۰۶ نقد) | ۴۶ (۳۲ نقد) | C         |
| نفرین لیورونا              | ۲۸٪ (۱۸۷ نقد) | ۴۱ (۲۸ نقد) | B−        |
| آنابل به خانه می‌آید.       | ۶۴٪ (۲۰۷ نقد) | ۵۳ (۳۵ نقد) | B−        |
| احضار: شیطان مرا وادار کرد | ۵۶٪ (۲۴۴ نقد) | ۵۳ (۳۹ نقد) | B+        |

## فیلم‌های کوتاه
| فیلم                 | تاریخ انتشار    | کارگردان‌ها                     | فیلمنامه‌نویس‌ها                 | نویسنده                        | فیلمبردارها               | تهیه‌کنندگان                           |
| -------------------- | --------------- | ------------------------------ | ------------------------------ | ------------------------------ | ------------------------- | ------------------------------------- |
| پرستار               | ۱۶ اوت ۲۰۱۷     | جولیان تری                     | الکساندر اندرسون               | الکساندر اندرسون               | ویل وپرین                 | الکساندر اندرسون و جولیان تری         |
| اعتراف               | ۲۶ اوت ۲۰۱۷     | لیام بنکس                      | لیام بنکس و جاناتان باتلر      | لیام بنکس و جاناتان باتلر      | تام اوزین و جاناتان باتلر | لیام بنکس و چارلی کلارک               |
| مامان چه مشکلی داره؟ | ۴ سپتامبر ۲۰۱۷  | رائول بریبیسکا                 | رائول بریبیسکا                 | رائول بریبیسکا                 | الخاندرا سالسیدو          | ریکاردو د لا پارا تی و چارلوث هرناندز |
| لالایی بلاند         | ۱۴ سپتامبر ۲۰۱۷ | آماندا نیلسون و ماگدا لیندبلوم | آماندا نیلسون و ماگدا لیندبلوم | آماندا نیلسون و ماگدا لیندبلوم | پر لیندبرگ                | آماندا نیلسون و ماگدا لیندبلوم        |
| ارواح معصوم          | ۳ نوامبر ۲۰۱۷   | الخاندرو لوپز                  | الخاندرو لوپز                  | الخاندرو لوپز                  | الخاندرو لوپز             | الخاندرو لوپز                         |

کمیک بوک ها
احضار عاشق ۱،احضار عاشق ۲،احضار عاشق ۳،احضار عاشق ۴،احضار عاشق ۵ همه در سال ۲۰۲۱ ساخته شدند